# یاتسک دوماینسکی
یاتسک دوماینسکی (لهستانی: Jacek Domański؛ زادهٔ ۲۰ ژانویه ۱۹۴۱) بازیگر اهل لهستان است.
از فیلم‌ها یا مجموعه‌های تلویزیونی که وی در آن‌ها نقش داشته‌است، می‌توان به خبرچینان، صفر-هفت، به‌گوشم، هفت آرزو، رانندگان جایگزین، خانه، ناپلئون، حوزه استحفاظی ۱۳، داستان‌های پایان هفته: خط تأخیر، قانون حقیقی، خانه کشیش، ورای تخت جراحی، دو روی سکه، کارآگاهان جنایی، در خیابان سپولنی، در خوشی و سختی، خودِ زندگی، سارا، برادر الهی ما، کورچاک، دریاچه کنستانس، پایانی نیست، مرد آهنین، مرد مرمرین، همه‌چیز برای فروش و بوکسور اشاره نمود.